# Монтегальда
Монтегальда, Монтеґальда (італ. Montegalda, вен. Montegalda) — муніципалітет в Італії, у регіоні Венето, провінція Віченца.
Монтегальда розташована на відстані близько 410 км на північ від Рима, 55 км на захід від Венеції, 16 км на південний схід від Віченци.
Населення — 3383 особи (2014).

## Демографія
Населення за роками:

Станом на 1 січня 2023 року в муніципалітеті офіційно проживали 193 іноземці з 24 країн, серед них 77 громадян країн Євросоюзу та 3 громадяни України.

## Сусідні муніципалітети
- Черварезе-Санта-Кроче
- Гризіньяно-ді-Цокко
- Грумоло-делле-Аббадессе
- Лонгаре
- Монтегальделла
- Веджано

## Галерея

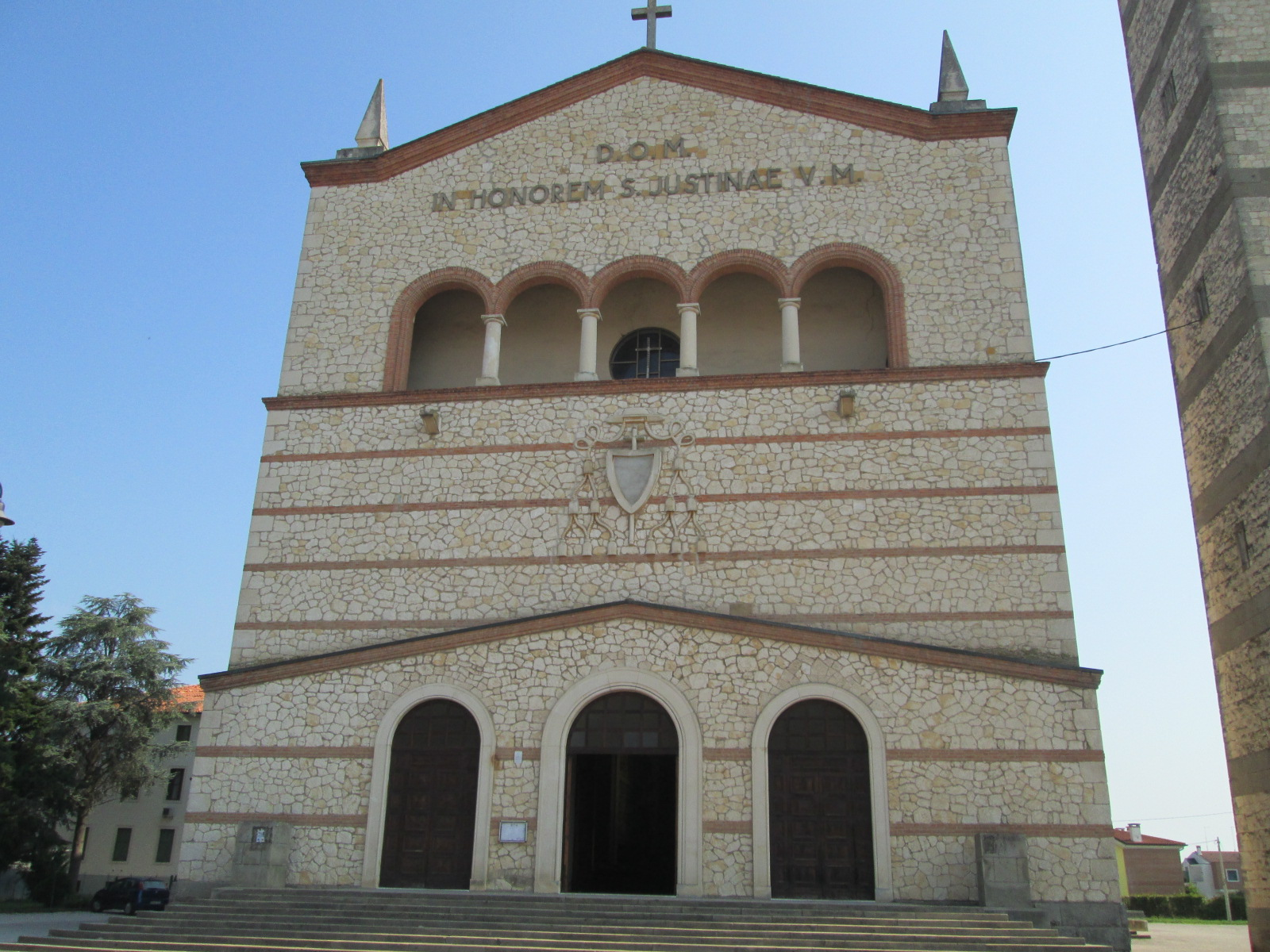
Церква Санта Джустина
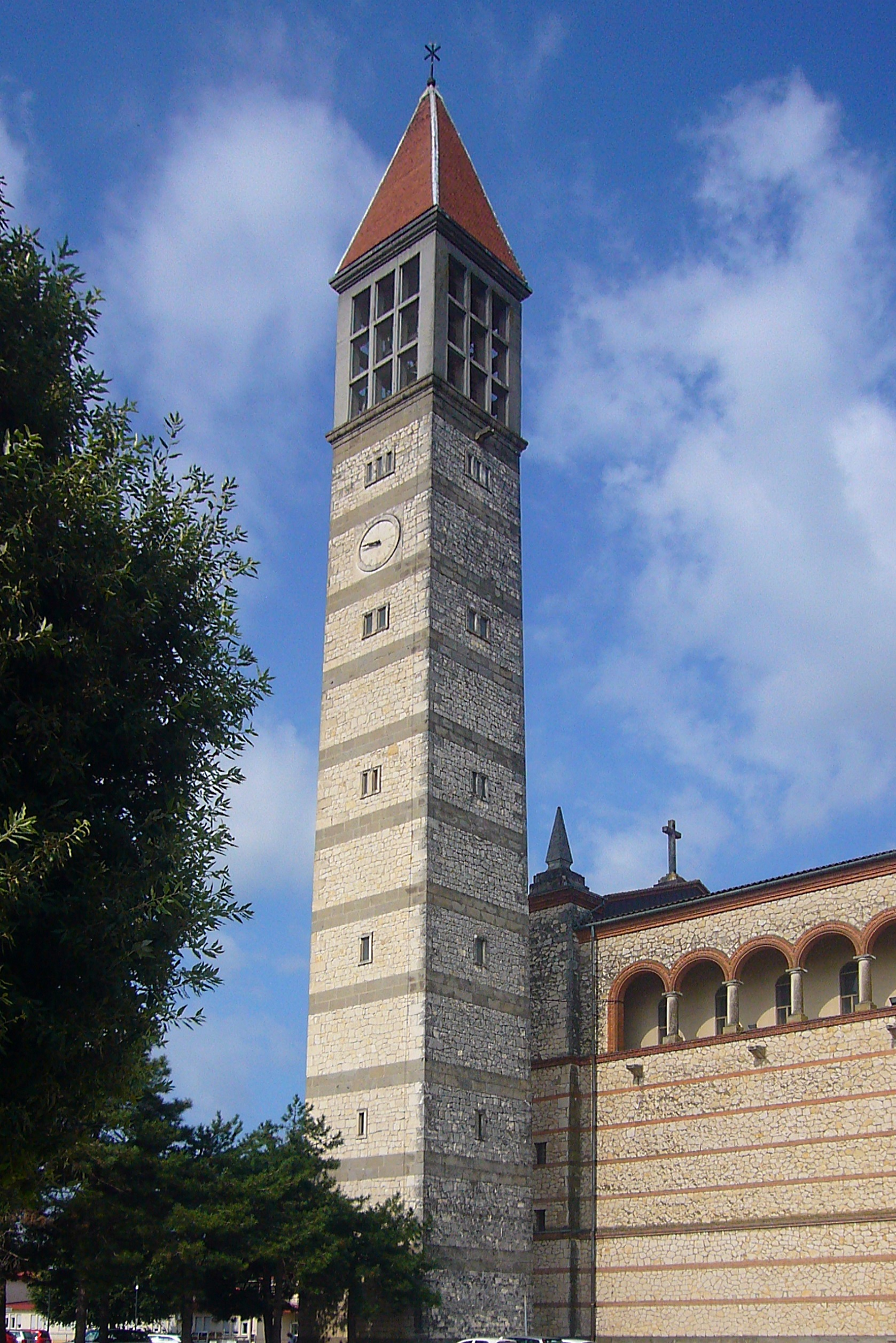
Дзвінниця церкви
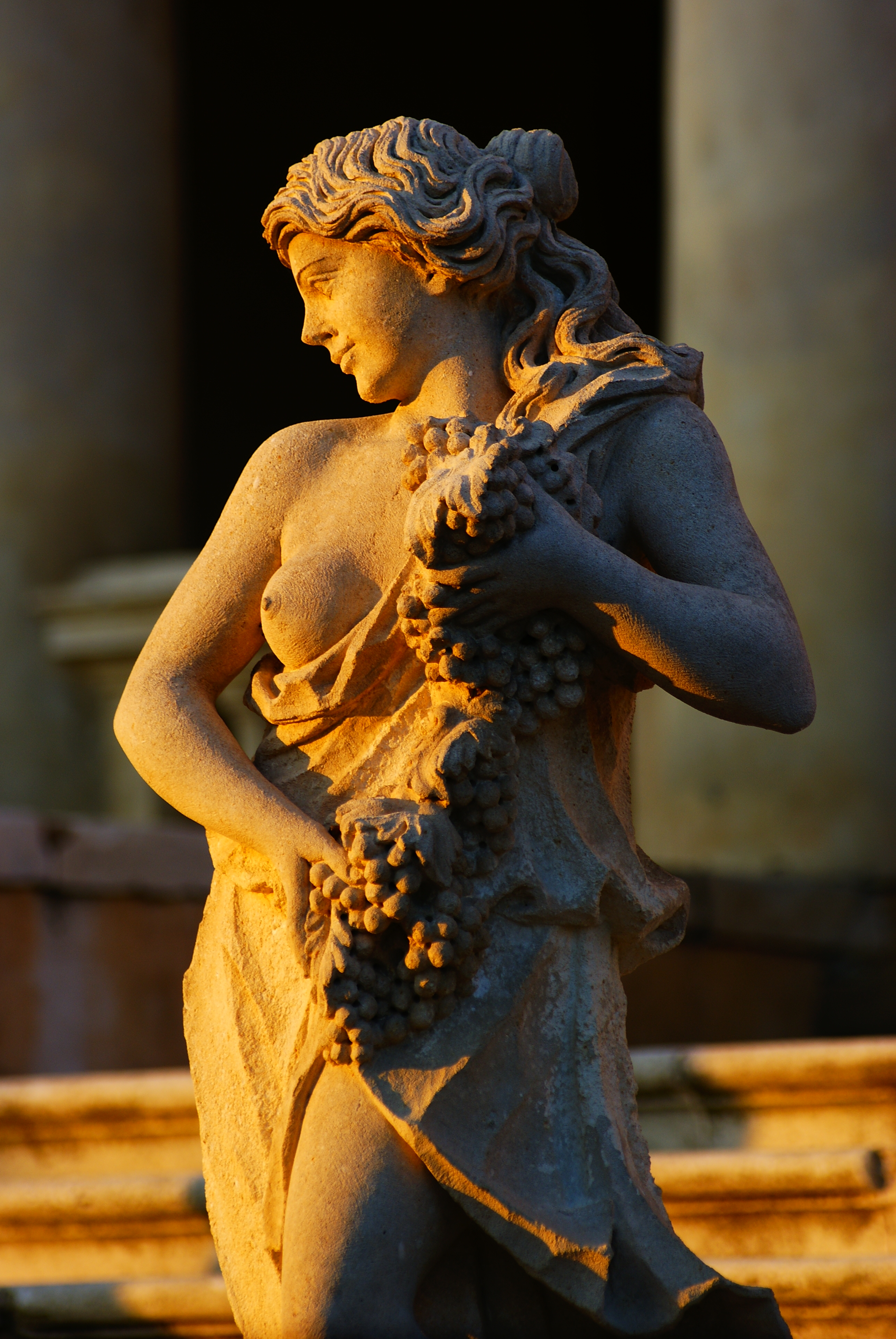
Статуя біля ратуші